# Plattsburg
Plattsburg – miasto w Stanach Zjednoczonych, w stanie Missouri, siedziba administracyjna hrabstwa Clinton.